# Howard Samuel Irwin
Howard Samuel Irwin, né le 28  mars 1928 à Louisville et mort le 23 janvier 2019, est un botaniste et taxonomiste américain spécialisé dans le genre Cassia et a travaillé comme administrateur au Jardin botanique de New York, à l'Université de Long Island et au Jardin botanique de Brooklyn.

## Jeunesse et formation
Irwin naît à Louisville, Kentucky en 1928. Ses études débutent à la Mount Hermon School dans le Massachusetts. Par la suite, il intègre le Hofstra College avec l'intention de poursuivre une carrière dans la musique. Son parcours académique le conduit ensuite au College of Puget Sound, où il obtient un diplôme de premier cycle en biologie, accompagné de mineurs en musique et en histoire en 1950. Il complète par la suite un diplôme supplémentaire en éducation. À cette époque, Irwin occupe la fonction de professeur Fulbright en botanique et zoologie au Queen's College en Guyane britannique de 1952 à 1956. Durant cette période, il est également correspondant pour le magazine Time. En 1956, Irwin entame ses travaux de doctorat en botanique taxonomique à l'Université du Texas et achève son programme en 1960.

## Jardin botanique de New York
Irwin amorce son affiliation avec le Jardin botanique de New York pendant ses études supérieures à l'Université du Texas à Austin. Durant ses années de doctorat, il se rend au Brésil pour collecter des spécimens botaniques au nom du NYBG. La majeure partie de ses collectes, réalisées en tant qu'étudiant, date de 1958. Les carnets de terrain d'Irwin provenant de ses expéditions au Brésil (au total huit entre les années 1950 et 1970) sont préservés dans les archives du Jardin botanique de New York. De plus, les carnets antérieurs qui documentent son séjour en Guyane ainsi que ceux relatifs à une expédition au Suriname entre 1960 et 1972 sont également conservés.